# Museo d’Arte Contemporanea di Roma

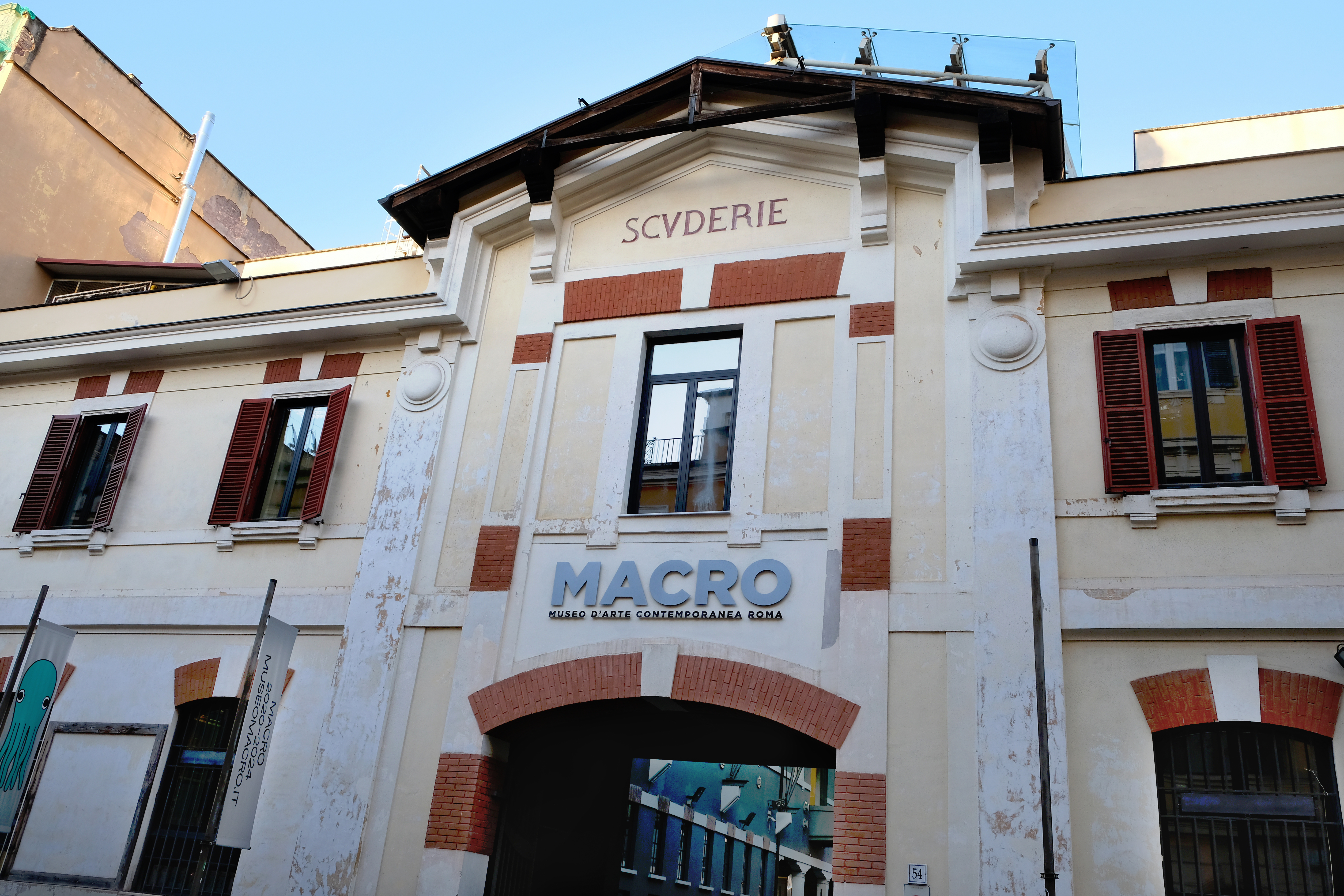
Eingang des MACRO in der Via Reggio Emilia

Das Museo d’Arte Contemporanea di Roma (MACRO) ist ein 1999 eröffnetes Museum für Zeitgenössische Kunst in Rom.

## Sammlung
Die Sammlung des Museums beinhaltet rund 1.200 Kunstwerke mit einem Entstehungszeitraum von 1960 bis in die Gegenwart. Folgende Künstler sind unter anderem vertreten:
Carla Accardi, Antonio Sanfilippo, Achille Perilli, Piero Dorazio, Leoncillo und Ettore Colla, Arte Povera mit Mario Ceroli und Pino Pascali, die Scuola di Piazza del Popolo mit Tano Festa, Mario Schifano, Titina Maselli, Mimmo Rotella, Giovanni Albanese, Andrea Aquilanti, Gianni Asdrubali, Domenico Bianchi, Bruno Ceccobelli, Sarah Ciracì, Enzo Cucchi, Fabrice de Nola, Gianni Dessì, Daniele Galliano, Federico Guida, Felice Levini, Fabio Mauri, Luigi Ontani, Cristiano Pintaldi, Piero Pizzi Cannella, Gioacchino Pontrelli, Sissi (Daniela Olivieri), Marco Tirelli.

## Leitung
Seit 2019 ist Luco Lo Pinto (* 1981) Direktor des Museums. Seine Vorgänger waren Federica Pirani, Danilo Eccher, Luca Massimo Barbero und Bartolomeo Pietromarchi.

## Gebäude

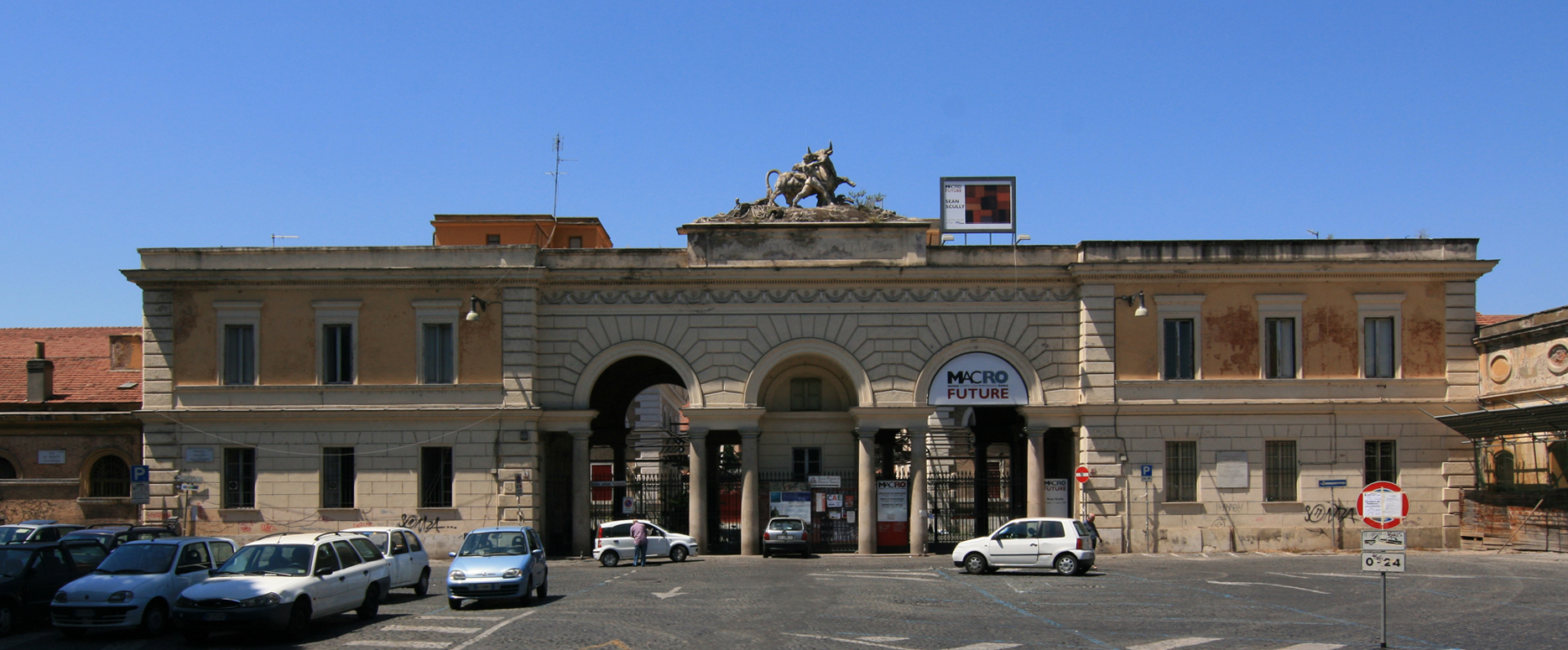
Außenstelle MACRO Testaccio (früher MACRO Future) im Stadtteil Testaccio

Das Museum wurde in einer restaurierten Peroni-Brauerei in der Via Reggio Emilia untergebracht. Bei einer Erweiterung durch die französische Architektin Odile Decq erhielt das Gebäude einen neuen Flügel mit einem Eingang an der Ecke Via Nizza/Via Cagliari. Die Ausstellungsfläche des Museums erhöhte sich auf 4.350 m² und die Gesamtfläche auf 13.940 m². Es entstanden eine Bibliothek, ein Restaurant, eine große Terrasse und eine Tiefgarage. Außerdem integrierte Decq in den neuen Flügel zwei Studios, die jährlich von einer Expertenkommission an ausgewählte Künstler vergeben werden, um diese zu unterstützen.
Neben dem Hauptgebäude hat das Museum auch Ausstellungskapazitäten in Testaccio. Seit 2003 wird dort ein ehemaliger Schlachthof aus dem 19. Jahrhundert unter dem Namen MACRO Testaccio (früher MACRO Future) auf rund 5.000 m² genutzt. 2007 kam der Ausstellungspavillon La Pelanda am Piazza Orazio Giustiniani hinzu.